# Englewood (Kansas)
Pour les articles homonymes, voir Englewood.
Englewood est une ville américaine située dans le comté de Clark, au Kansas. Selon le recensement de 2020, sa population est de 58 habitants.